# Dolph Kessler (1950)
Dolph Kessler (Amsterdam, 1950) is documentair fotograaf.

## Biografie
Dolph Kessler is een lid van de familie Kessler zoals opgenomen in het Nederland's Patriciaat. Hij is een zoon van Geldolph Adriaan Kessler (1916-2002) en van Nicolette Cornelia Hermina Leemans (1918-2016). Zijn partner is Egbarta Veenhuizen, beeldend kunstenaar.

### Loopbaan tot 2006
Kessler is in Delft opgeleid als stedenbouwkundig ingenieur (1968-1975). Hij begon zijn carrière als planoloog bij de provincie Friesland (1976-1982). Daar werkte hij aan het eerste streekplan voor de provincie Friesland.
In 1982 werd hij PvdA-wethouder van de gemeente Leeuwarden (1982-1991). Hij heeft in deze negen jaar meerdere portefeuilles onder zijn beheer gehad. De belangrijkste waren financiën, sociale zaken, cultuur, werkgelegenheid, personeelszaken en emancipatie. Namens de gemeente Leeuwarden zat hij in verschillende commissies van de Vereniging Nederlandse Gemeenten en was hij commissaris in een aantal publieke organisaties / gemeentelijke gemeenschappelijke regelingen (onder meer Frigem en Cevan).
Na zijn wethouderschap werkte hij als programma-manager stedelijke complexen bij de Noordelijke Ontwikkelingsmaatschappij in Groningen (1991-1995). Van 1996 tot 2005 was hij directeur / eigenaar van het Nederlands Instituut voor Studiereizen. In die tijd organiseerde hij tientallen studiereizen, meestal voor gemeentelijke en provinciale overheden en aanverwante organisaties zoals woningbouwverenigingen en onderwijsinstellingen.

### Loopbaan als fotograaf
In 2003 begon hij een opleiding tot fotograaf aan de Foto Academie Amsterdam. Vanaf 2006 is hij fulltime documentair fotograaf. Naast het vastleggen van de 'condition humaine' (de moderne mens in zijn sociale en culturele hedendaagse context), fotografeert hij landschappen en is hij gefascineerd door de betekenis die aan landschap en natuur wordt gegeven.
Hij legt zijn werk bij voorkeur vast in fotoboeken. Zijn eerste belangrijke fotoboek Art Fairs verscheen in 2009. Met een selectie van foto’s uit dit boek won hij een eerste prijs bij de Zilveren Camera 2009 (categorie Kunst en Cultuur).
Sinds 2013 publiceert hij zijn fotoboeken in eigen beheer via zijn uitgeverij Mauritsheech Publishers. Hij publiceert tevens foto's in tijdschriften en kranten (soms in samenwerking met schrijver en journalist Gerrit Jan Zwier). Foto's van zijn hand hebben gestaan in de Volkskrant, de Leeuwarder Courant en in tijdschriften als Vrij Nederland, Op Pad, Nordic, Geografie, Stoockx, Man of all Seasons, VROM magazine en Metropolis M.
Werk van Dolph Kessler is opgenomen in verschillende particuliere collecties en is verworven door het Rotterdams Historisch Centrum, de provincie Friesland, het Scheepvaartmuseum in Amsterdam, het Fries Museum, het Nederlands Fotomuseum  te Rotterdam, het Wereldmuseum te Leiden, Tresoar te Leeuwarden en de Universiteitsbibliotheek Leiden, afdeling 'bijzondere collecties'.

Werkzaamheden en publicaties op het terrein van vrede
Als gevolg van zijn fotoproject "Lviv, stad van paradoxen' raakte Kessler betrokken bij de oorlog in Oekraïne en het thema oorlog en vrede. Hij schreef in 2024 het boek "Oorlog en vrede, willen winnen of gelijkspel". Daarin pleit hij voor een op vrede gerichte preventieve dialoog als een derde weg tussen pacifisme en het denken volgens Von Clausewitz. Ook bepleit hij een paradigmaswitch waarbij geopolitieke conflicten niet meer worden beslecht via het recht van de sterkste maar worden opgelost door middel van de uitgangspunten van het Handvest van de Verenigde Naties. Daarnaast worden andere thema's in het boek behandeld. Kessler presenteerde het boek op 16 juni 2024 in Den Haag voorafgaand aan een discussie over de gevaren van kernwapens met als titel "Kernwapens, terug van nooit weggeweest'.. Kessler geeft regelmatig lezingen over zijn opvattingen.

## Tentoonstellingen
- 2007 - RDM, de laatste dagen van een Rotterdamse fabriek, Historisch Centrum Rotterdam / solo
- 2010 - Art Fairs, Galerie Smarius, Art Amsterdam
- 2011 - Art Fairs, vijf grote werken, Kunsthal Rotterdam
- 2013 - De Noordzee rond, Fotofestival Naarden / solo
- 2014 - Lviv / Passengers, Cary Boman Gallery , Lviv, / solo
- 2015 - Passengers, Sit down gallery, Parijs / solo
- 2017- The Wave, crossing the Atlantic, Galerie Hoogenbosch, Gorredijk
- 2018 - Topografische Observaties, Fries Museum / solo